# Distretto di Wapenamanda
Il distretto di Wapenamanda, in inglese Wapenamanda District, è un distretto della Papua Nuova Guinea appartenente alla Provincia di Enga. Ha una superficie di 1.042 km² e 86.000 abitanti (stima nel 2000)

## Geografia antropica

### Suddivisioni amministrative
Il distretto è suddiviso in un'Area di Governo Locale:
- Wapenamanda Rural